# Camoapa
 (novembre 2023).
Si vous disposez d'ouvrages ou d'articles de référence ou si vous connaissez des sites web de qualité traitant du thème abordé ici, merci de compléter l'article en donnant les références utiles à sa vérifiabilité et en les liant à la section « Notes et références ».
Camoapa est une municipalité dans le département de Boaco au Nicaragua. 
La ville de Camoapa est la capitale de la municipalité. Bien que soient une petite ville (fondé le 23 août 1858). Il a été levé au titre de ville le 2 mars 1926 il y a plus de quatre-vingts ans. Sa population est 40,700 (2006, évaluation) et son extension de territoire 1 483,29 km² la région est de 540 m au-dessus du niveau marin. Camoapa se trouve à 114 km de Managua.
Sa population est 67 % en évidence ruraux contre 33 % vivant dans les régions urbaines.
L'économie est fondée surtout sur l'agriculture et l'industrie de bétail (la levée de bétail, en faisant du commerce et la crémerie). Camoapa est le plus grand bétail produisant la région au Nicaragua. D'autre industrie locale est le fait de confectionner à la main de cuir et la réalisation (des sombreros du pain pita) la main tisse des chapeaux.
Religion : la population est surtout catholique, mais d'autres religions protestantes sont pratiquées aussi.
Vacances locales et festivités : une des festivités les plus importantes est tenue le 24 juin en l'honneur du Cœur Sacré de Jésus. En plus, le 4 octobre, il célèbre la plus grande festivité dans l'honneur à son patron la Rue. Francis d'Assisi. D'autres festivités incluent La purisima (une festivité nationale). Et la foire de Bétail nationale faisait la fête l'avril.
Entertainment local inclut la scène de bar, les boîtes (les discothèques), les rodéos (le taureau allant) et le coq en luttant contre les tournois.